# Dan Gabriel Popa
Dan Gabriel Popa (n. 22 aprilie 1961) este un fost senator român în legislatura 2004-2008 ales în județul Argeș pe listele partidului PD. În cadrul activității sale parlamentare, Dan Gabriel Popa a fost membru în grupurile parlamentare de prietenie cu Republica Portugheză, Republica Armenia și Regatul Hașemit al Iordaniei. Dan Gabriel Popa a înregistrat 70 de luări de cuvânt în ședințe parlamentare și a inițiat 23 de propuneri legislative din care 7 au fost promulgate legi. Dan Gabriel Popa a fost membru în  comisia pentru cultură, artă și mijloace de informare în masă (din oct. 2005)a fost secretar (din iun. 2006) și în comisia pentru sănătate publică.  